# Schleusenbrücke (Berlin)
Die Schleusenbrücke überspannt in Berlin-Mitte den westlichen Spreearm, den Spreekanal an der Spreeinsel und verbindet damit den Werderschen Markt mit dem Schloßplatz. Der Name der Brücke geht auf eine frühere an dieser Stelle vorhandene Schleuse und den Schleusengraben zurück. Sie steht unter Denkmalschutz.

## Geschichte

1748: Umgebung der Schleusenbrücke (Neues Thor, Hunde~ (Schloss~) bis alte Cavalier~ und Lange Brücke), dazwischen die Stadtteile Dorotheenstadt, Friedrichswerder, Alt-Cölln und Alt-Berlin

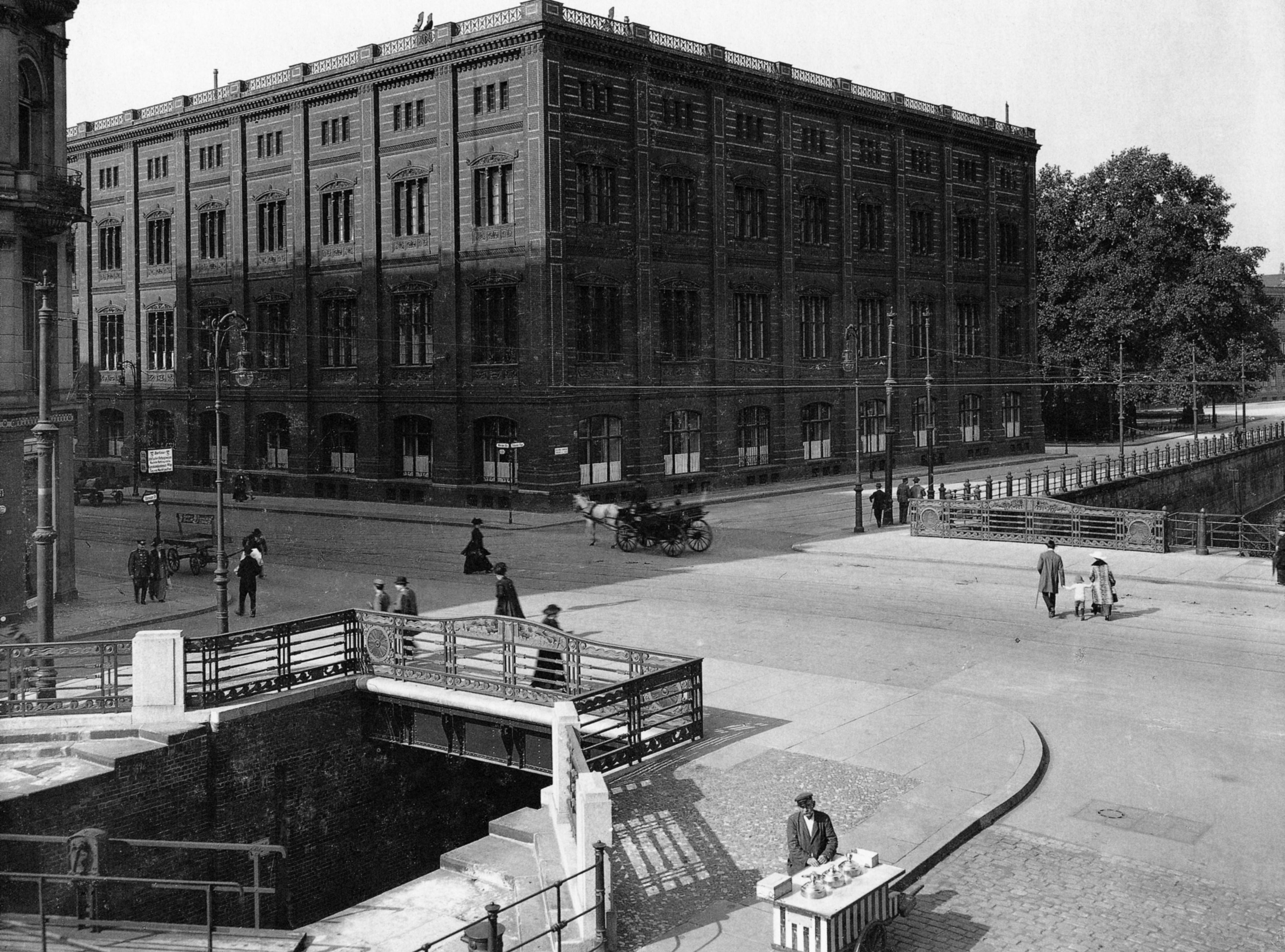
Schleusenbrücke und Bauakademie im Zustand von 1915

Bei der Anlage eines Sperrschiebers im Cöllnischen Stadtgraben 1443 wurden erstmals zwei hölzerne Brücken errichtet. Die westliche erhielt ihren späteren Namen nach der hier vorhandenen Schleuse, die östliche bezeichnete man als Brücke an den Werderschen Mühlen. Ein Umbau der Mühlenanlagen und der Schleuse in den 1650er Jahren machte einen Neubau dieser Brücke notwendig. Die neue Schleusenbrücke wurde durch Vibrand Gerlitzen errichtet, sie war jetzt 24 Meter breit und ermöglichte mit fünf Klappenpaaren die Schiffsschleusungen. Bereits 1694 ließ die Stadt Berlin die alte Holzkonstruktion durch massive Unterbauten ersetzen.
Die Linie Dorotheenstraße – Alexanderplatz der in den 1860er Jahren gegründeten Berliner Pferde-Eisenbahn (BPfE, ab 1900 elektrischer Betrieb), der Abriss der Bebauung der Schloßfreiheit und der Bau des Kaiser-Wilhelm-Nationaldenkmals an deren Stelle erforderten den Neubau dieser Brücke. Die Berliner Architekten Fritz Kritzler und Max Tischer lieferten die Entwürfe für die architektonische Ausgestaltung einer neuen klappenlosen Schleusenbrücke aus Eisenträgern (Walzstahl St52 und Blechträger St37), die im Zeitraum von 1914 bis 1916 ausgeführt wurde. Brüstungspfeiler und Widerlager wurden mit grauem Granit verkleidet.
Die Brücke war nun sieben Meter lang und rund 17 Meter breit. Die Architekten ließen von den Künstlern Robert Schirmer und Otto Markert ein vom Jugendstil beeinflusstes Brückengeländer anfertigen, das aus sechs durchbrochenen gusseisernen Gittern bestand und in den Endfeldern je zwei bronzene Reliefs mit Stadtansichten aus den Jahren 1657 und 1774 trug. Diese Reliefs wurden von den Kunstschmieden Schulz & Holdefleiß ausgeführt.

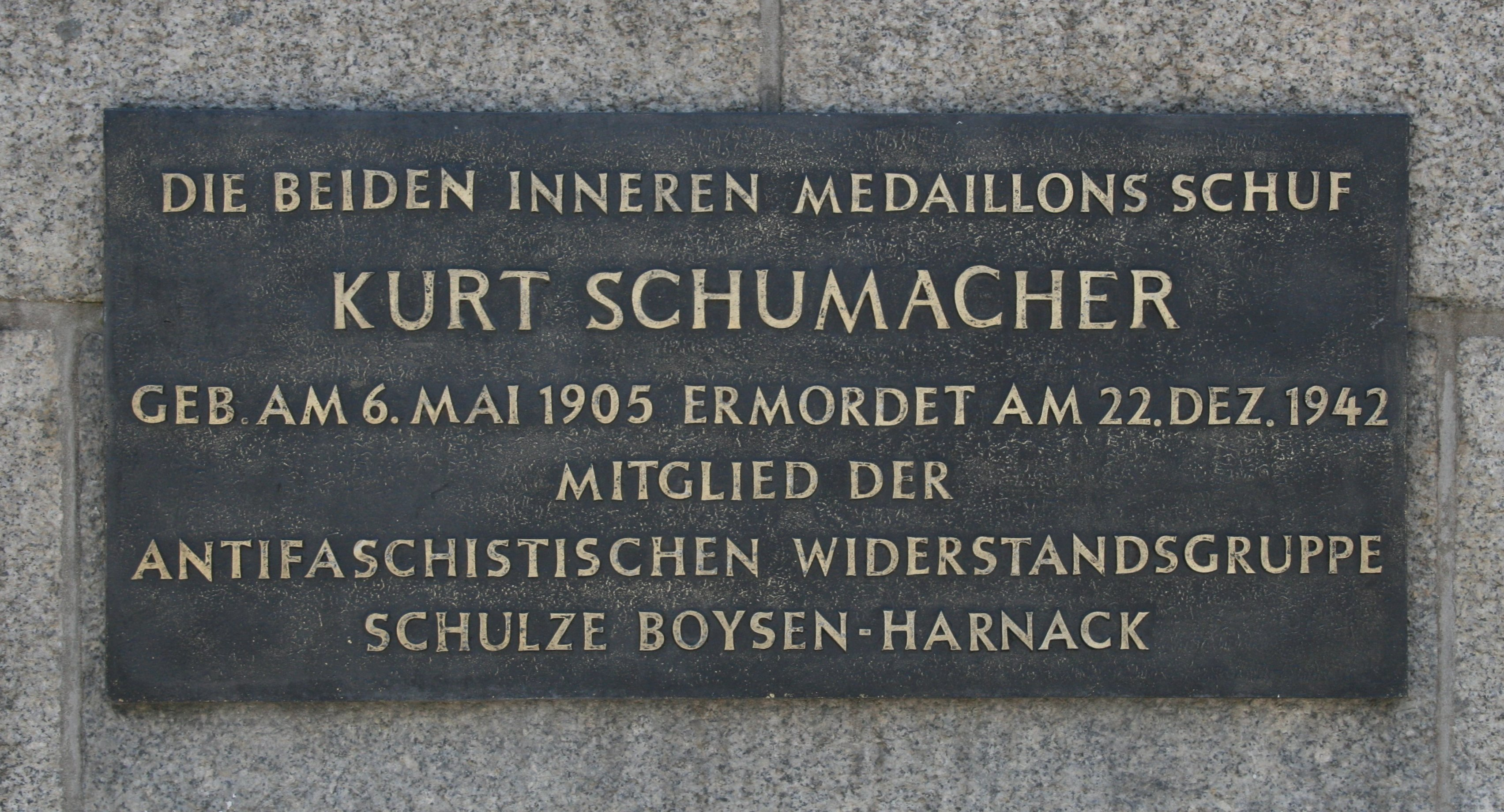
Gedenktafel an der Schleusenbrücke

Die Erweiterung der Mühlendammschleuse, die Entfernung des Schleusenwehrs und die gleichzeitige Erweiterung des Spreekanals erforderten 1937 einen Umbau der Brücke, die nun sowohl verlängert als auch verbreitert wurde. Die neuen Geländerfelder wurden wie ihre Vorgänger ausgeführt, der Bildhauer Kurt Schumacher schuf je zwei weitere Medaillons mit plastischen Stadtansichten aus den Jahren 1650 und 1688. Die Umbauarbeiten förderten auch vier Kupfertafeln mit den Jahreszahlen 1657, 1694, 1863, 1897 zutage, die auf Bauarbeiten an der Schleuse und die Aufstellung des Reiterstandbilds von Wilhelm I. auf der nebenliegenden Schlossfreiheit (1897) verweisen.
Die Schleusenbrücke erlitt im Zweiten Weltkrieg schwere Schäden, vor allem der Brückenbelag und das Geländer waren im Mai 1945 zerstört. Erst 1951 erfolgte die Reparatur der Brücke, die Medaillons fehlten jedoch noch 20 Jahre. Das gusseiserne Brückengeländer wurde 1972/1973 rekonstruiert. In diesem Zusammenhang ließ die Stadtverwaltung die alten Stadtansichten aus Aluminium nachgießen, die danach bronziert wurden. In der folgenden Bilderzeile sind alle vier Medaillons abgebildet, die Namen in Klammern geben den Entwurfskünstler an.
Zwischen 1998 und 2000 wurde die Schleusenbrücke umfassend saniert.